# Campagne-lès-Hesdin
Campagne-lès-Hesdin és un municipi francès situat al departament del Pas de Calais i a la regió dels Alts de França. L'any 2007 tenia 1.757 habitants.

## Demografia

### Població
El 2007 la població de fet de Campagne-lès-Hesdin era de 1.757 persones. Hi havia 548 famílies de les quals 131 eren unipersonals (37 homes vivint sols i 94 dones vivint soles), 180 parelles sense fills, 204 parelles amb fills i 33 famílies monoparentals amb fills.
La població ha evolucionat segons el següent gràfic:
Habitants censats

### Habitatges
El 2007 hi havia 631 habitatges, 562 eren l'habitatge principal de la família, 38 eren segones residències i 31 estaven desocupats. 596 eren cases i 34 eren apartaments. Dels 562 habitatges principals, 392 estaven ocupats pels seus propietaris, 147 estaven llogats i ocupats pels llogaters i 23 estaven cedits a títol gratuït; 1 tenia una cambra, 19 en tenien dues, 73 en tenien tres, 159 en tenien quatre i 309 en tenien cinc o més. 426 habitatges disposaven pel capbaix d'una plaça de pàrquing. A 253 habitatges hi havia un automòbil i a 225 n'hi havia dos o més.

### Piràmide de població
La piràmide de població per edats i sexe el 2009 era:
| Homes | Edats   | Dones |
| ----- | ------- | ----- |
| 4     | 95 o +  | 4     |
| 8     | 90 a 94 | 20    |
| 0     | 85 a 89 | 52    |
| 24    | 80 a 84 | 20    |
| 16    | 75 a 79 | 52    |
| 48    | 70 a 74 | 44    |
| 48    | 65 a 69 | 36    |
| 20    | 60 a 64 | 48    |
| 72    | 55 a 59 | 36    |
| 56    | 50 a 54 | 56    |
| 60    | 45 a 49 | 44    |
| 68    | 40 a 44 | 56    |
| 72    | 35 a 39 | 56    |
| 36    | 30 a 34 | 56    |
| 32    | 25 a 29 | 44    |
| 36    | 20 a 24 | 28    |
| 52    | 15 a 19 | 60    |
| 80    | 10 a 14 | 72    |
| 56    | 5 a 9   | 44    |
| 60    | 0 a 4   | 56    |

## Economia
El 2007 la població en edat de treballar era de 1.030 persones, 659 eren actives i 371 eren inactives. De les 659 persones actives 594 estaven ocupades (323 homes i 271 dones) i 65 estaven aturades (32 homes i 33 dones). De les 371 persones inactives 95 estaven jubilades, 103 estaven estudiant i 173 estaven classificades com a «altres inactius».

### Ingressos
El 2009 a Campagne-lès-Hesdin hi havia 571 unitats fiscals que integraven 1.449 persones, la mediana anual d'ingressos fiscals per persona era de 16.979 €.

### Activitats econòmiques
Dels 76 establiments que hi havia el 2007, 1 era d'una empresa extractiva, 3 d'empreses alimentàries, 2 d'empreses de fabricació de material elèctric, 2 d'empreses de fabricació d'altres productes industrials, 7 d'empreses de construcció, 22 d'empreses de comerç i reparació d'automòbils, 6 d'empreses de transport, 2 d'empreses d'hostatgeria i restauració, 1 d'una empresa d'informació i comunicació, 2 d'empreses financeres, 4 d'empreses immobiliàries, 7 d'empreses de serveis, 15 d'entitats de l'administració pública i 2 d'empreses classificades com a «altres activitats de serveis».
Dels 14 establiments de servei als particulars que hi havia el 2009, 1 era una oficina d'administració d'Hisenda pública, 1 gendarmeria, 1 oficina de correu, 1 una oficina bancària, 1 taller de reparació d'automòbils i de material agrícola, 1 paleta, 1 guixaire pintor, 1 fusteria, 2 lampisteries, 1 electricista, 1 perruqueria i 2 veterinaris.
Dels 10 establiments comercials que hi havia el 2009, 1 era un hipermercat, 2 fleques, 1 una fleca, 1 una llibreria, 1 una sabateria, 1 una botiga d'electrodomèstics, 2 drogueries i 1 una joieria.
L'any 2000 a Campagne-lès-Hesdin hi havia 28 explotacions agrícoles que ocupaven un total de 1.444 hectàrees.

## Equipaments sanitaris i escolars
El 2009 hi havia 1 hospital de tractaments de mitja durada (seguiment i rehabilitació), 1 un hospital de tractaments de llarga durada, 1 psiquiàtric, 1 farmàcia i 1 ambulància.
El 2009 hi havia 1 escola maternal i 1 escola elemental.

## Poblacions més properes
El següent diagrama mostra les poblacions més properes.